# Замок Кул
Замок Кул (англ. Castle Coole, ирл. Caisleán na Cúile) — один из замков Ирландии, расположен в поселке Эннискиллен, земля Кром, в приходе Дерривуллан, в баронстве Тиркеннеди, графство Фермана, Северная Ирландия. Замок представляет собой дворец, построенный в неоклассическом стиле конца XVIII века. Вокруг замка есть поместье площадью 1200 акров, занятое сейчас в основном лесом, земли находятся под управлением Национального фонда графства Фермана, некоторые земли под управлением суда земель Кром и Флоренс. Название происходит от ирландского слова Cúil — кул — затворничество, отшельничество, скит.

## История
Имение Кул купил в 1656 году купец из Белфаста Джон Корри — дед 1-го графа Белмор — властителя замка Кул. Усадьба названа в честь озера Лох-Кул. Это озеро расположено в окружении холмов Киллинур. В древности на озере Лох-Кул был кранног — кельтская озерная крепость. Эти земли были заселены еще с доисторических времен. Рядом есть еще два озера — Лох-Йон и Брендрум-Лох.
В XVII веке здесь стоял небольшой замок башенного типа, позже снесенный. Нынешний замок Кул был построен в 1789—1798 годах для Армара Ловри-Корри, 1-го графа Белмора. Лорд Белмор был депутатом парламента от графства Тирон в старом парламенте Ирландии, заседавшем в Дублине. Граф Белмор владел огромными землями площадью более 70 000 акров земли по всей Ирландии. Эти земли купили его предки, бывшие успешными купцами. Доходы от имений позволили графу построить замок Кул — на строительство было потрачено £ 57 000 — на то время огромная сумма, что соответствует более чем 20 млн современных £. Замок был построен возле относительно небольшого имения, среди довольно безлюдной в то время и живописной местности, окруженной древним дубовым лесом и озерами. В то же время замок строился недалеко от поселка Эннискиллен для того, чтобы обеспечить замок прислугой и рабочими. До этого на этом месте находился укрепленный особняк, построенный еще во времена короля Якова. Этот особняк был уничтожен умышленным поджогом. Затем здесь в 1709 году во времена королевы Анны был построен особняк.
После принятия в 1800 году Акта о Союзе Великобритании и Ирландии и образования Объединенного Королевства Великобритании и Ирландии, парламент Ирландии прекратил свое существование, семья графа переехала из особняка на Саква-Стрит, Дублин в замок Кул.
В 1951 году 7-й граф Белмор передал замок в Национальный фонд — замок удерживать было финансово обременительно, в том числе из-за налогов, включая налоги на наследство. Перед этим умерли 5-й и 6-й графы Белмор. 6-й граф Белмор носил этот титул всего 18 месяцев. Однако многие детали интерьера, мебель и картины, которые показывают туристам, до сих пор принадлежат графу Белмор. Национальный фонд открывает замок для посетителей в течение летних месяцев, а имение можно посещать круглый год. В период с 1980 по 1988 год замок был закрыт для публики, в это время Национальный фонд проводил большие восстановительные работы, в том числе демонтаж фасада для замены металлических анкеров, которые удерживают камень на месте, их сильно разрушила эрозия. Это было сделано с большим профессионализмом и заботой, сегодня замок в отличном состоянии и ему не грозит разрушение. На повторное открытие пригласили королеву Великобритании. В рамках передачи права собственности Национальному фонду существует соглашение о том, что граф Белмор сохраняет комнату в S-крыле замка Кул, в настоящее время эта комната используется наследником графа Белмор и его семьей. Сам граф живет в небольшом домике в другом месте на территории усадьбы.

## Архитектура
Замок Кул построенный в неоклассическом стиле архитекторами георгиевской эры. К работе над постройкой замка привлекались разные архитекторы. Сначала замком занимался ирландский архитектор Ричард Джонстон — он построил подвал замка. Но архитектора Джонстона уволили и взяли известного и модного в то время английского архитектора Джеймса Уайатта. Он не начал работу заново, а продолжил работу Джонстона. Уайатт строил замок в стиле неоклассической сдержанности, симметрии, пропорциональности. Был построен ионический портик с дорической колоннадой. Уайатт никогда не появлялся на месте строительства и присылал чертежи из Лондона. Отделкой гипсовых потолков занимался английский художник Джозеф Роуз.
Фасады сделаны сдержанно, но впечатляюще с добавлением ионических капителей. Массивные колонны идут от портика внутрь замка, в салон на первом этаже. Уайатт разработал также мебель для замка. Мебель составляют вместе с замком единый неоклассический комплекс, каких на сегодня сохранилось не так много. Часть мебели была приобретена 2-м графом Белмор. Эти мебель сделана в стиле эпохи регентства.

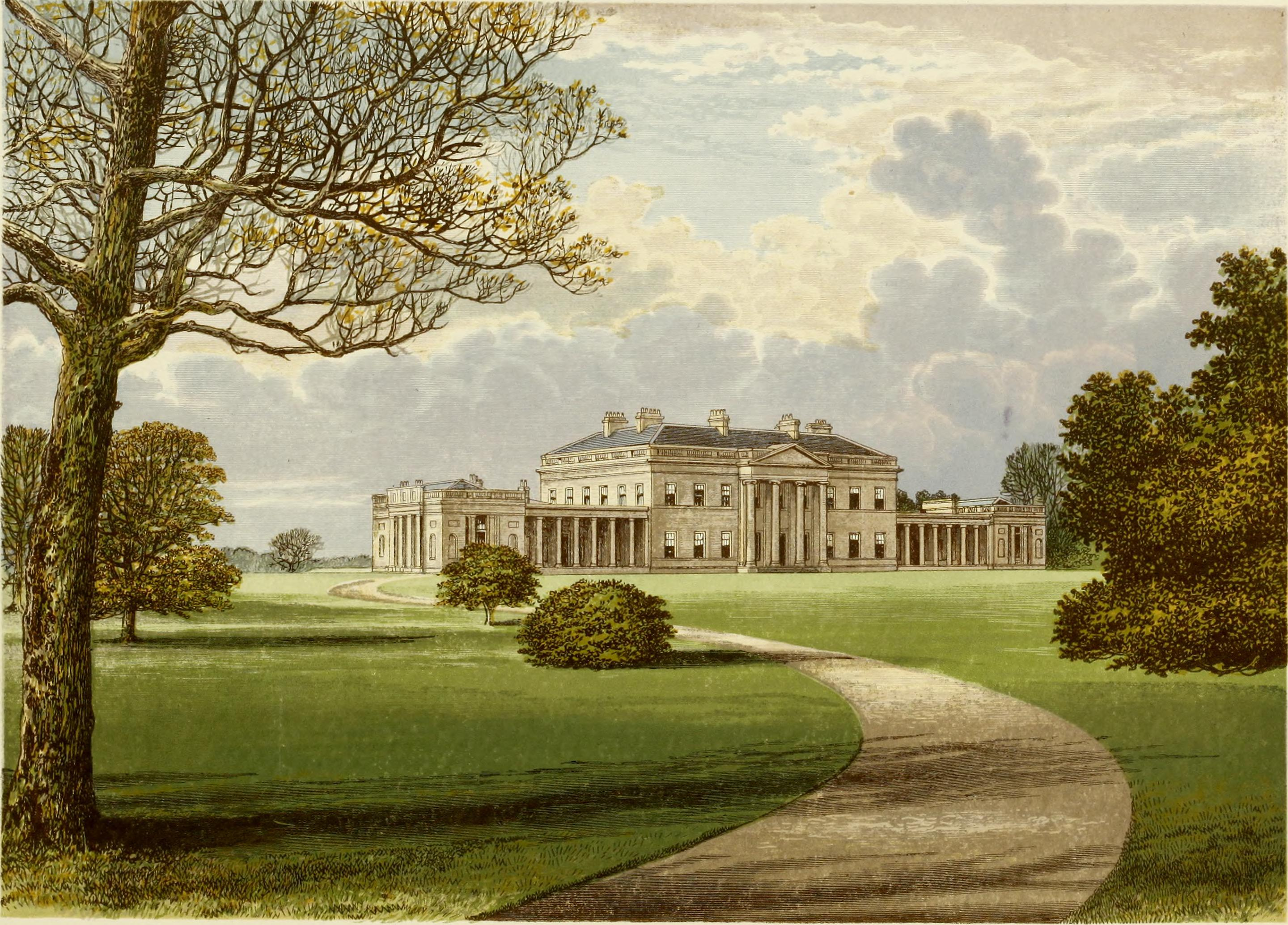
Замок Кул, 1840 год
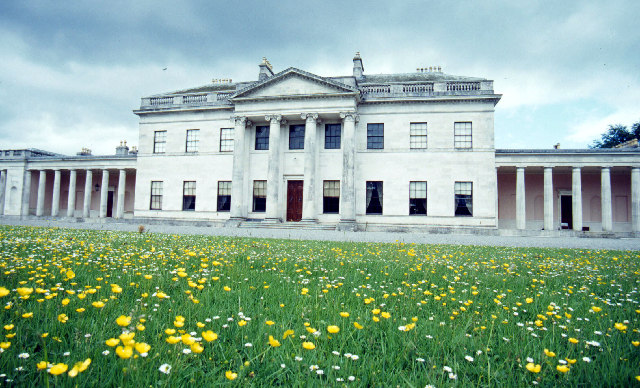
Общий вид
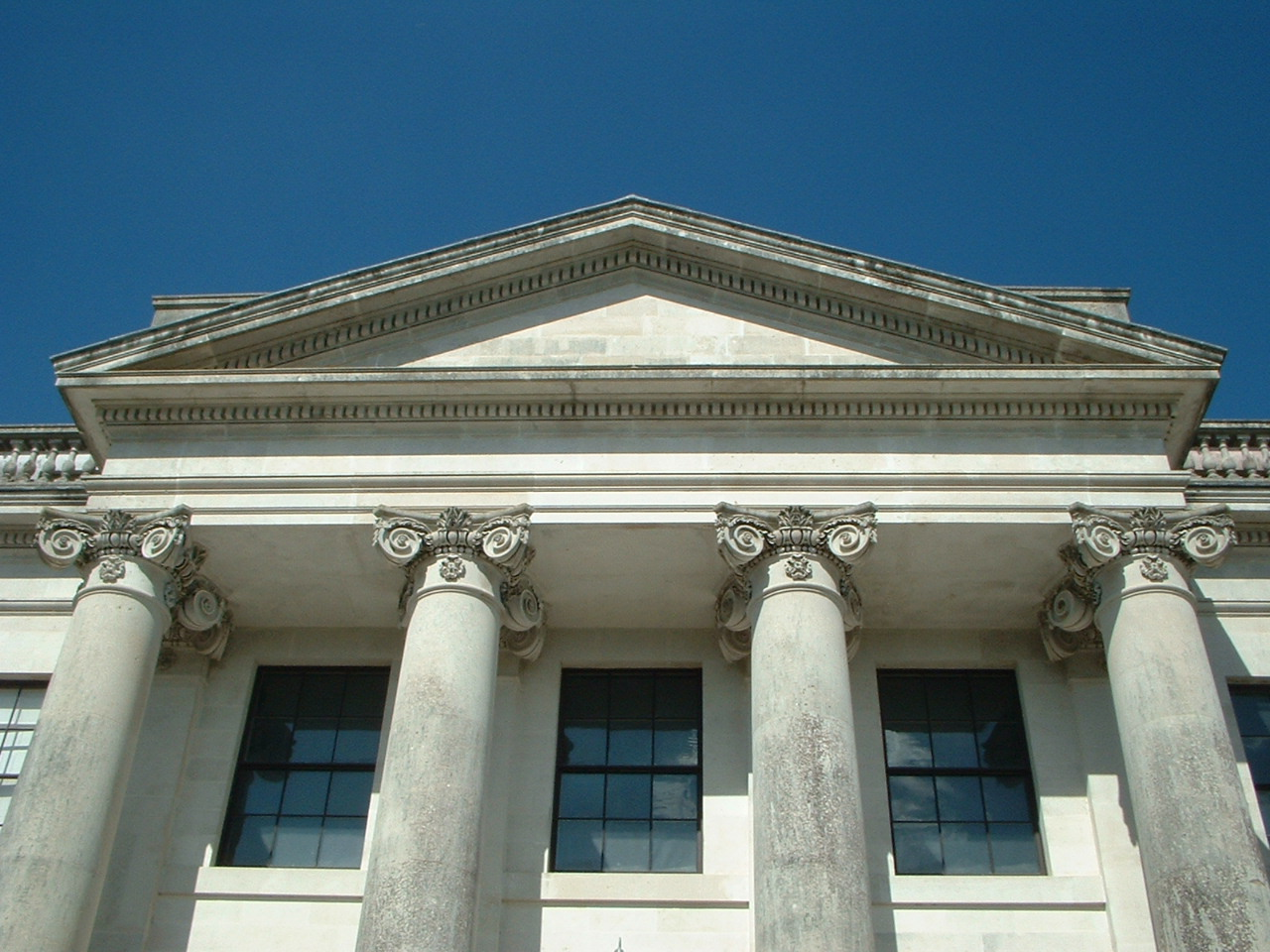
Деталь портика
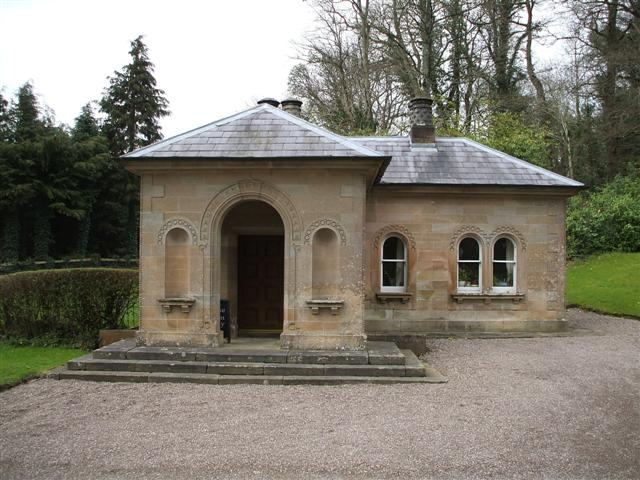
Ворота у входа в замок

В замке есть спальня, сделанная для визита короля Георга IV, который планировался в 1821 году. Но король замок Кул так и не посетил. В спальне сохранились оригинальная мебель и отделка. В замке есть гостиная, сделанная в стиле ампир, лестничный холл в греческом стиле, дамский кабинет в китайском стиле. Итальянский мрамор украшает вестибюль. Напротив замка есть сад, из которого открываются великолепные виды на озеро Лох-Кул.
В замке имеется большой подвал, кухни, кладовые, комнаты для прислуги, прачечной, ванны в римском стиле, пивоварню и прочее. Из замка выходит туннель, ведущий к конюшне — для того чтобы слуги не попадали на глаза гостям замка. Возле замка находился еще ряд зданий: мастерские, конюшни, которые не сохранились. Ныне часть имения ныне отдана местным фермерам — там они пасут свой скот — коров и овец, что было невозможно в старые времена. Часть поместья была продана гольф-клубу.

## Семья графа Белмор
Граф Белмор получил свое имя от горы Белмор, возвышающейся в 7 милях на запад от поселка Эннискиллен. Семья Корри надеялась получить титул графов Эннискиллен, но этот титул получила семья Коул из Флоренс. Семья Корри происходит из города Белфаст. Относительно семьи Лоури, которые породнились с семьей Корри, возможно, они происходят из Дамфриса, Шотландия.
Граф Белмор был пэром Ирландии, депутатом палаты лордов парламента Ирландии, пока он не был отменен в 1801 году. 2-й и 4-й графы Белмор заседали в палате лордов в Вестминстере.

## Слуги замка Кул
Во времена своего расцвета в замке Кул было 90 слуг. Слуги работали преимущественно в подвале и на открытом воздухе, в зданиях, окружавших замок. Когда граф изволил жить в Дублине, в замке оставалось 10 сторожей. Это объясняет отличное состояние замка сегодня. Среди слуг была четкая иерархия. Главный повар замка имел отдельную двухкомнатную квартиру над кухнями. Чашник-винодел тоже имел отдельную комнату. Другие слуги жили вместе в общем помещении.